# Sergueï Mikhalkov
Pour les articles homonymes, voir Mikhalkov.
Sergueï Vladimirovitch Mikhalkov (en russe : Сергей Владимирович Михалков) est un poète et écrivain russe et soviétique, né le 27 février 1913 (12 mars dans le calendrier grégorien) à Moscou (Russie) et mort le 27 août 2009,,.
Il est célèbre pour avoir écrit les paroles de l'Hymne national de l'Union soviétique en 1944. En 1977 il les a réécrites en supprimant les passages faisant référence à Staline. Enfin, lorsque le Président Vladimir Poutine a réintroduit l'Hymne soviétique en tant qu'Hymne national de la Russie en 2000, c'est à nouveau lui qui a écrit les nouvelles paroles.
Ses fils, Nikita Mikhalkov et Andreï Kontchalovski, sont des réalisateurs connus.

## Biographie

Les armoiries de la famille Mikhalkov.

Sergueï Mikhalkov est le fils de Vladimir Aleksandrovitch Mikhalkov (1876-1938), un descendant de la noblesse du grand-duché de Lituanie et de son épouse Olga Mikhaïlovna née Glebova (1876-1943). En 1927, ils s'installent à Piatigorsk dans le kraï de Stavropol, Sergueï est alors encore en terminale. Son premier poème Doroga [Chemin] est publié en 1928, dans le magazine Na podyome (На подъёме) de Rostov-sur-le-Don. Dans son livre publié en 1992, Mikhalkov écrira que, si son père avait vécu jusqu’aux Grandes purges, leur famille aurait peut-être «partagé le sort de nombreuses familles d’"ennemis du peuple", "saboteurs" et "ennemis de classe"». Après la fin de ses études secondaires, il entre en apprentissage dans une usine de textile, puis, s'engage dans une expédition d'exploration géologique. À partir de 1933, il est pigiste de la rubrique de courrier des lecteurs d'Izvestia et collabore également avec Ogoniok, Pravda, Komsomolskaïa Pravda. Vers 1933, le Comité du Komsomol de Moscou lui propose de participer à un concours de chansons pour enfants. Mikhalkov écrit trois chansons, dont une honorant Pavlik Morozov, le pionnier qui dénonça son père au cours de la collectivisation et fut érigé en mythe soviétique. 
Son poème Tonton Stiopa (Diadia Stiopa) publié dans le Pionnier (ru) en 1935, dont le personnage de gentil milicien accomplissant au quotidien les exploits grâce à sa taille extraordinaire, conquiert le jeune lecteur et, adapté en dessin animé en 1939, devient un classique du courant artistique impulsé par le pouvoir communiste,,. Sept poésies pour enfants ont été traduites par Henri Abril dans l'anthologie Un thé chez la souris / Trois siècles de poésie russe pour les enfants..
En 1939, Mikhalkov reçoit son premier Ordre de Lénine.
Il servit comme correspondant de guerre pour les journaux Vo Slavu Rodiny sur le front du Sud et Stalinski sokol des forces aériennes soviétiques. Major du service des quartiers-maîtres, puis lieutenant-colonel. Participant à la défense d'Odessa et à la défense de Sébastopol. En 1942, il remporte le prix Staline pour le scénario du film Girl from Leningrad de Viktor Eïssymont.
Depuis les années 1960, Sergueï Mikhalkov est une personnalité publique dans le domaine de la littérature. Fondateur et, par la suite, rédacteur en chef permanent du magazine satirique Fitil (1962-2003, 2004-2008). Secrétaire du Conseil de l'Union des écrivains de l'URSS et premier secrétaire du Conseil de l'organisation moscovite de l'Union des écrivains de la RSFSR (1965-1970). Du 27 mars 1970 au 14 décembre 1990 - Président du Conseil d'administration de l'Union des écrivains de la RSFSR. Sergueï Mikhalkov est l'un des cinq auteurs de l'épitaphe sur la tombe du Soldat inconnu près du mur du Kremlin. Membre de la Commission des prix Staline de littérature et d'art auprès du Conseil des ministres de l'URSS.
Après l'effondrement de l'URSS, de 1992 à 1999, il a été coprésident du comité exécutif de la Communauté des syndicats d'écrivains. En 2005, l'écrivain a pris le poste de président du comité exécutif de la Communauté internationale des syndicats d'écrivains.
Sergueï Mikhalkov meurt d'un œdème aigu du poumon le 27 août 2009. Il est enterré au cimetière de Novodevitchi.

## Scénarios des films
Fictions
- 1941 : Amies de front (Фронтовые подруги, Frontovie podrougui) de Viktor Eisymont
- 1942 : La Bataille de Sokol (Бой под Соколом, Boï pod Sokolom) d'Alexandre Razoumny
- 1948 : Le Foulard rouge (Красный галстук, Krasnyy galstouk) de Vladimir Soukhobokov
- 1949 : Ils ont une Patrie (У них есть Родина, Ou nikh iest Rodina) d'Alexandre Feinzimmer
- 1958 : Chauffeur malgré lui (Шофёр поневоле, Chofyor ponevole) de Nadejda Kocheverova
- 1958 : Les Nouvelles Aventures du chat botté (Новые похождения Кота в сапогах, Novie pokhojdenia Kota v sapogakh) d'Alexandre Rou
- 1959 : Sombrero (Сомбреро)
- 1961 : Vingt mille lieues sur la terre (Леон Гаррос ищет друга, Leon Garros ichtchet drouga) de Marcello Pagliero
- 1963 : Trois plus deux (Три плюс два, Tri plious dva) de Genrikh Oganessian
- 1972 : Titre de résident (Вид на жительство, Vid na jitelstvo) d'Omar Gvasalia (ru)

Dessins animés
- 1939 : Diadia Stiopa (Дядя Стёпа) de Vladimir Souteïev (ru) (Soyouzmoultfilm)
- 1960 : Moineau abstinent. Le Conte pour adultes (Непьющий воробей. Сказка для взрослых, Nepiouchtchii vorobei) de Leonid Amalrik (ru)
- 1961 : La Renarde, le Castor et les autres (Лиса, бобёр и другие, Lissa, bobyor i drouguie) de Mikhaïl Tsekhanovski
- 1972 : Mama (Мама) de Roman Katchanov (Soyouzmoultfilm)

## Récompenses et nominations
- Ordre de Lénine (en 1939, 1963, 1973, 1983) ;
- Prix Staline en 1941, 1942 et 1950 ;
- Prix d’État de l'URSS 1978 pour la série satirique de communication télévisuelle Fitil (ru)
- Héros du travail socialiste en 1973 ;
- Ordre de l'Amitié des peuples (20 février 1993) ;
- Ordre du Mérite pour la Patrie 2e classe en 2003.
- Ordre de Saint-André (le 13 mars 2008)
- Ordre de l'Honneur (le 13 mars 1998)
- Ordre de la révolution d'Octobre (1971)
- Ordre de la Guerre patriotique (1985)
- Médaille pour la Défense d'Odessa
- Médaille pour la victoire sur l'Allemagne dans la Grande Guerre patriotique de 1941-1945 (1945)
- Ordre du Drapeau rouge du Travail (1967, 1988)
- Ordre de l'Étoile rouge(le 7 mars 1943)
- Prix Lénine (1970)
- Ordre du Sourire (1978)